# Alae Meskini
Alae Meskini (arab. علاء المسكيني, ur. 29 października 1982) – marokański piłkarz, grający na pozycji bramkarza. Po zakończeniu kariery trener bramkarzy – pracuje w Young Africans SC.

## Kariera piłkarska

### FUS Rabat
Do FUS Rabat dołączył 1 lipca 2011 roku. Zadebiutował tam 6 listopada 2011 roku w meczu przeciwko FAR Rabat (wygrana 1:2). Zagrał cały mecz. W sezonie 2011/2012 zagrał dwa mecze ligowe. W sezonie 2012/2013 wystąpił w 4 meczach. W kolejnym sezonie nie zagrał żadnego meczu. W sezonie 2014/2015 wystąpił w 16 meczach i zdobył puchar Maroka. W sumie zagrał 22 mecze ligowe.

### KAC Kénitra
15 czerwca 2015 roku został graczem KAC Kénitra. W tym zespole zadebiutował 6 września 2015 roku w meczu przeciwko Difaâ El Jadida (0:0). Zagrał cały mecz. W sumie wystąpił w 19 spotkaniach.

### Kawkab Marrakesz
20 stycznia 2017 roku został graczem Kawkabu Marrakesz. W klubie zadebiutował 28 maja 2017 roku w meczu przeciwko Wydadowi Casablanca (porażka 2:3). Zagrał całą drugą połowę, zmienił Mohameda Akida. To był jego jedyny mecz w barwach tego zespołu.

### Dalsza kariera
11 sierpnia 2017 roku powrócił do FUS Rabat, nie zagrał tam żadnego meczu. 1 lipca 2019 roku zakończył karierę.

## Kariera trenerska
10 sierpnia 2021 roku został zatrudniony jako trener bramkarzy w Wydadzie Casablanca. 4 sierpnia 2022 roku został zatrudniony w tej samej funkcji w Hassanii Agadir. 9 sierpnia 2023 roku został trenerem bramkarzy w Young Africans SC.